# Яструб-крикун темний
Яструб-крикун темний (Melierax metabates) — хижий птах роду яструбів-крикунів родини яструбових ряду яструбоподібних. Мешкає в Африці на південь від Сахари й ізольованими популяціями в Марокко і на південному заході Аравійського півострова.

## Опис

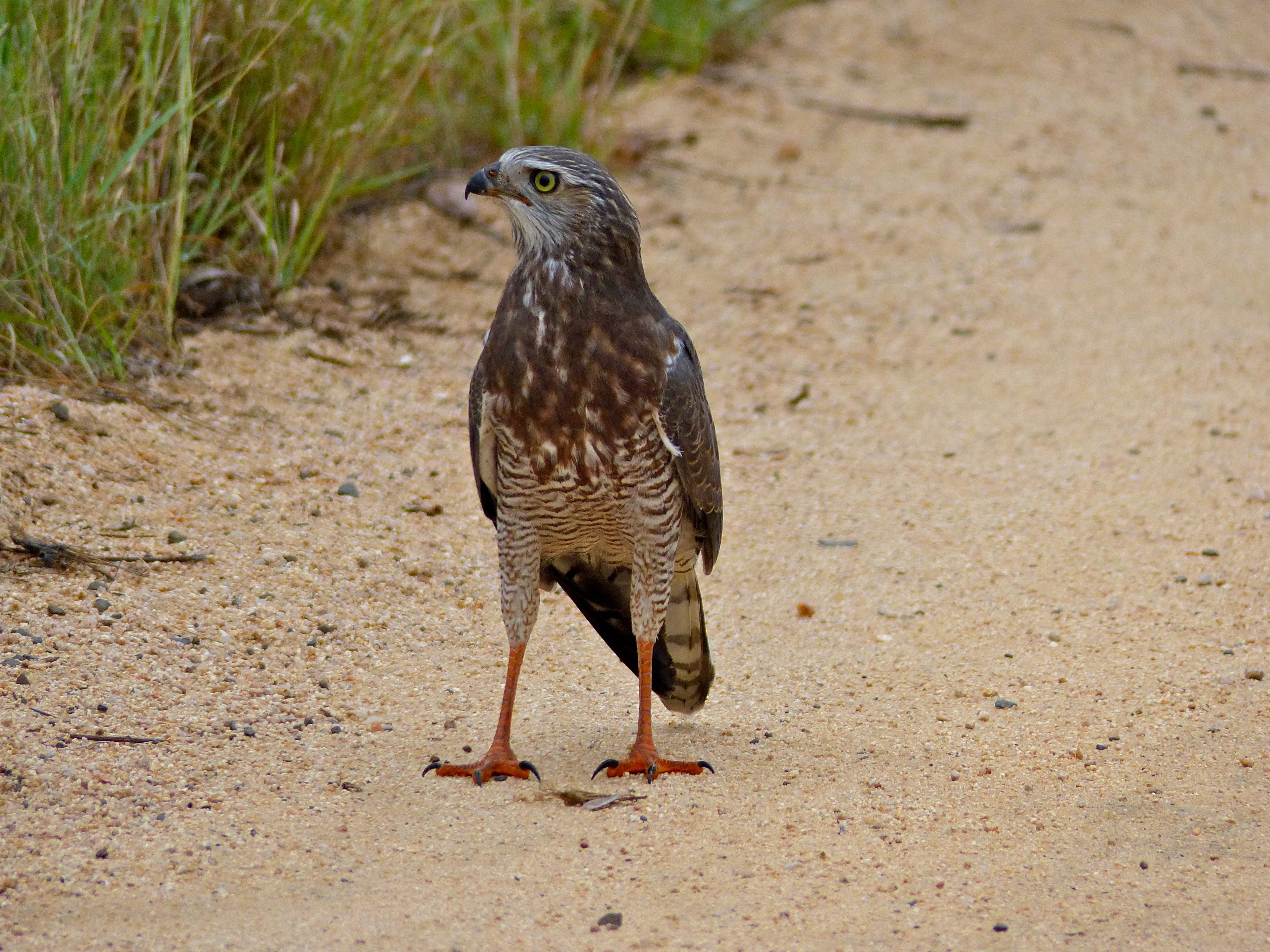
Молодий темний яструб-крикун

Довжина птаха становить 38–51 см, розмах крил 86–104 см. Виду притаманний статевий диморфізм, самки важать 512–852 г, самці 478–700 г. Голова, груди і верхня частина тіла темно-сірого кольору. Нижня сторона тіла, за винятком грудей, смугаста; смужки сіро-білі. Махові пера чорні, на хвості широкі чорно-білі смуги. Восковиця і довгі ноги оранжево-червоного кольору, дзьоб оранжево-жовтий з сірим кінчиком. Молоді птахи мають коричнювате забарвлення.

## Поширення й екологія
Темний яструб-крикун мешкає в Африці на південь від Сахари, за винятком тропічних лісів Конго, Південної Африки, де мешкає яструб-крикун світлий і Східної Африки, де мешкає яструб-крикун сірий. Також темний яструб-крикун мешкає невеликими популяціями в Марокко і на південному заході Аравійського півострова.
Цей вид птахів мешкає у вологій лісистій савані і чагарниках і уникає густих лісів і пустель. Він віддає перевагу менш посушливим і відкритим місцям, ніж дві інші види яструбів-крикунів. Марокканський підвид мешкає в лісах, старих оливових гаях, чагарниках, пальмових і апельсинових плантаціях, а птахи, що мешкають на південному заході Аравійського півострова населяють колючі чагарники, акацієві ліси, і порослі чагарником нагір'я.

## Підвиди
Виділяють декілька підвидів M. metabates:
- M. m. theresae – південний захід Марокко.
- M. m. ignoscens – захід Ємену і південний захід Саудівської Аравії.
- M. m. neumanni – від Малі до північного Судану.
- M. m. metabates – від Сенегалу до Ефіопії і північної Танзанії.
- M. m. mechowi – від Габону до південної Танзанії і на південь до Анголи і ПАР.

Міжнародна спілка орнітологів (IOC) не визнає підвид neumanni і включає його до номінативного підвиду.

## Раціон
Темний яструб-крикун полює на невеликих ссавців, птахів і рептилій. Найбільшими зафіксованими тваринами, впольованими цим птахом, були цесарки і карликові мангусти.

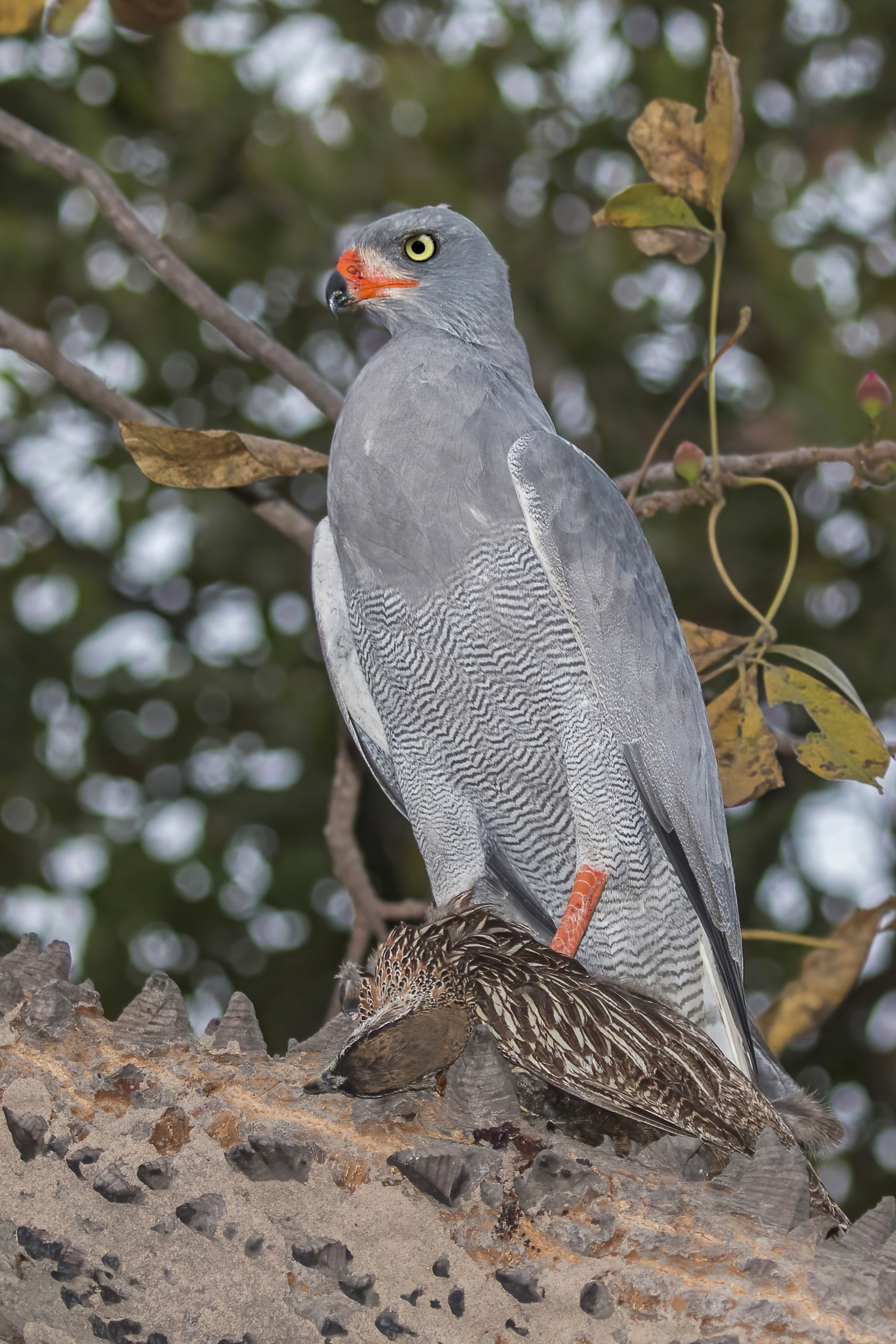
Темний яструб-крикун зі здобиччю

## Розмноження
Цей вид птахів є територіальним. Гніздо будується парою птахів і являє собою пласку платформу з гілочок, облицьоване глиною або іншим подібним матеріалом. Яйця відкладають з липня по листопад, з піком в серпні-жовтні. В кладці 1–3 яйця, інкубація триває 36–38 днів. На 50 день молоді птахи вперше покидають гніздо і стають незалежними ще після 3–8 місяців. Вони покидають батьківську територію на початку нового сезону розмноження.

## Збереження
Це численний і поширений вид птахів. МСОП вважає його таким, що не потребує особливих заходів зі збереження. Однак підвиди з Марокко і Ємену дуже вразливі до знищення природних середовищ проживання і є на межі вимирання.